# جواز سفر مالطي
جواز السفر المالطي هو جواز السفر التي يتم إصداره لمواطني مالطا بغرض السفر الدولي. كل مواطن مالطي هو أيضا مواطن في الاتحاد الأوروبي. جواز السفر، بالإضافة إلى بطاقة الهوية الوطنية يسمح بحرية التنقل والإقامة في أي من دول الاتحاد الأوروبي والمنطقة الاقتصادية الأوروبية.
اعتبارا من عام 2016، يمكن لمواطني مالطا السفر بدون تأشيرة أو بتأشيرة عند الوصول إلى 168 بلدا وإقليما، لتحتل المرتبة التاسعة من قوة جواز السفر (أعلى مرتبة من جميع الدول الأعضاء الجديدة الأخيرة للاتحاد الأوروبي) وفقا لمؤشر قيود تأشيرة الدخول.
اعتبارًا من 8 يناير 2019 كان المواطنون المالطيون يتمتعون بإمكانية دخول 182 دولة وإقليم بدون تأشيرة أو تأشيرة عند الوصول، مما جعل جواز السفر المالطي يحتل المرتبة 9 في العالم وفقًا مؤشر هينلي لجوازات السفر. صنف مؤشر جواز سفر آرتون كابيتال في 20 أكتوبر 2018 جواز السفر المالطي في المرتبة الخامسة في العالم من حيث حرية السفر مع درجة 161.
يمكن للمواطنين المالطيين العيش والعمل في أي بلد في المنطقة الاقتصادية الأوروبية (التي تتألف من دول الاتحاد الأوروبي ورابطة التجارة الحرة الأوروبية) بسبب بند حرية الحركة والإقامة الممنوحة في المادة رقم 21 من معاهدة عمل الاتحاد الأوروبي.

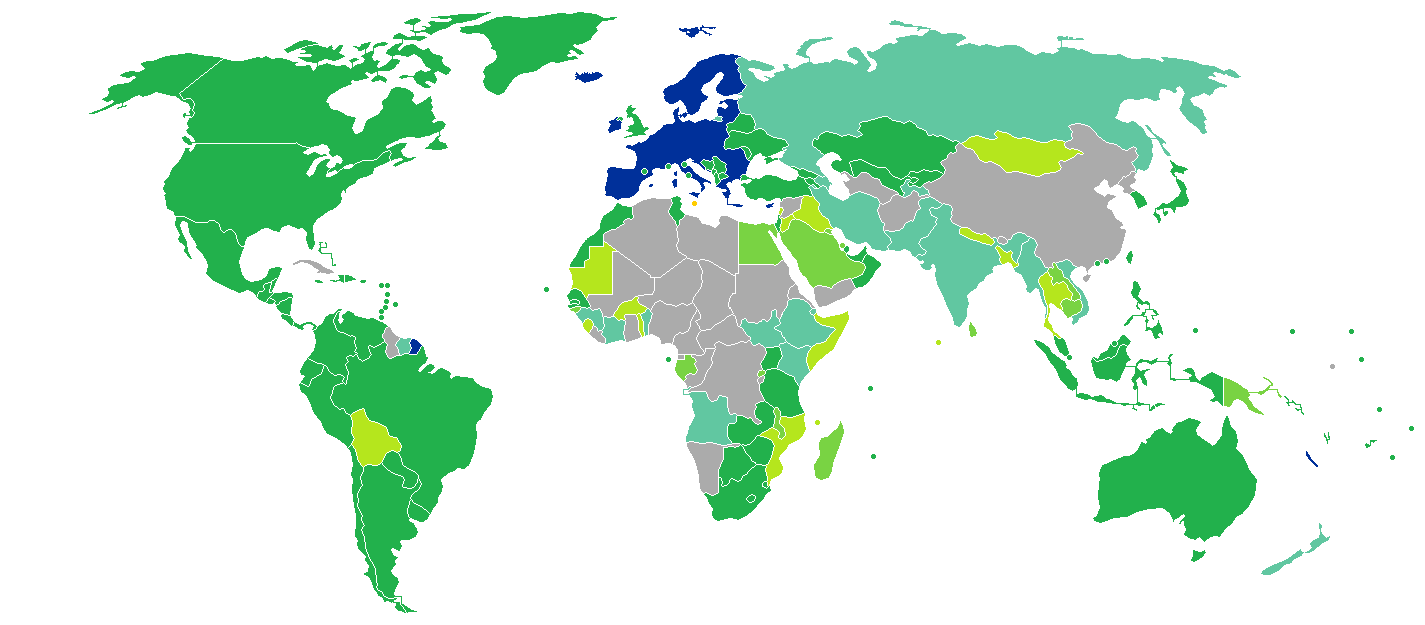
البلدان والأقاليم التي لا تفرض تأشيرة أو تطلب تأشيرة دخول عند الوصول للجهة، لحاملي جواز سفر المالطي.